# 位置Q

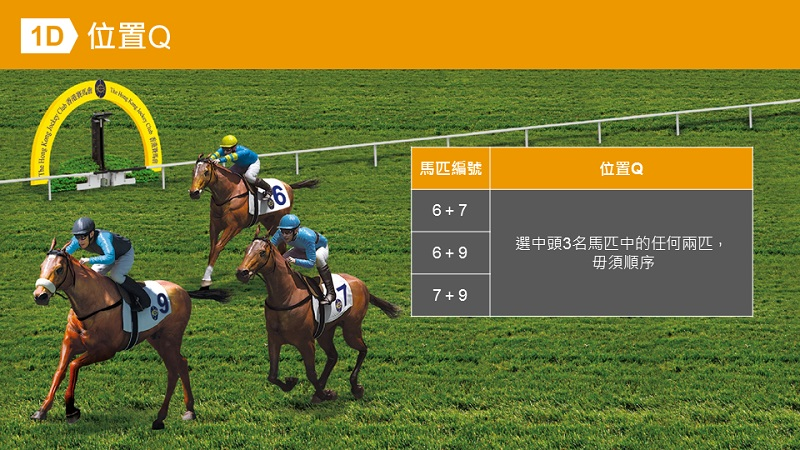

位置Q（位置連贏）是賽馬術語，是賽馬博彩的一個彩池，選中一場賽事中的第1名、第2名及第3名馬匹在內的任何兩匹，毋須順序。

## 「位置Q」不同國家或地區的統稱
| 國家或地區 | 命名       |
| ---------- | ---------- |
| 香港       | 位置Q      |
| 澳門       | 位置Q      |
| 新加坡     | 位置预测彩 |
| 英国       |            |
| 美国       | 不適用     |
|            |            |
| 日本       |            |
|            |            |

## 投金額
以澳門及香港為例，連贏每注最少澳門幣或港幣10元；而新加坡為每注最少2新加坡元。

## 投注方法
| 投種類     | 投注方法 |
| ---------- | --- |
| 「單式」投 | 從自選任何馬匹編號中選出2匹不同馬匹編號。 |
| 「複式」投 | 從自選任何馬匹編號中選出3匹或以上不同馬匹編號。                                                                                                  |
| 「馬」投   | 1. 從自選任何馬匹編號中只選出1匹不同馬匹編號作「胆」（即馬膽），加上其他馬匹編號作「腳」（即配腳）。 2. 「作『』」及「作『腳』」的馬匹編號不可以相同。 |

## 中獎方法
選中一場賽事中的第1名、第2名及第3名馬匹在內的任何兩匹，毋須順序。

### 「馬」投中獎方法
| 選中一場賽事中的第1名馬匹作「膽」（即馬膽），第2名或第3名馬匹作「腳」（即配腳）； |
| 選中一場賽事中的第2名馬匹作「膽」（即馬膽），第1名或第3名馬匹作「腳」（即配腳）； |
| 選中一場賽事中的第3名馬匹作「膽」（即馬膽），第1名或第2名馬匹作「腳」（即配腳）。 |

## 推出時間
香港賽馬「位置Q」的歷史不及獨贏、連贏等彩池悠久，馬會於1996年馬季才推出「位置Q」彩池，但因為命中率比連贏高，自此大受歡迎。

## 最冷派彩紀錄
2020年5月24日第十場：快馬飛馳（39倍）搭桃花盛（321倍） - 派彩$6085.5 
第二紀錄為2005年10月2日第10場：卓越之星（99倍）搭盟友（65倍） - 派彩$5,988.5

## 外部連結
- 澳門賽馬會（页面存档备份，存于）
- 香港賽馬會的官方網站（页面存档备份，存于）